# Anzegem
Anzegem, également orthographié Anseghem, en français, est une commune néerlandophone de Belgique située en Région flamande dans la province de Flandre-Occidentale.

## Géographie

### Sections de la commune
Outre Anzegem-centre, la commune est composée de Gijzelbrechtegem, Ingooigem, Kaster, Tiegem et Vichte. Gijzelbrechtegem a été annexée à Anzegem en 1971, les autres sections en 1977. Sur le territoire d'Anzegem se trouve également le hameau de Heirweg (VII), au nord-ouest du centre du village.
| # | Section               | Superf. (km²) | Habitants (2020) | Habitants par km² | Code INS |
| - | --------------------- | ------------- | ---------------- | ----------------- | -------- |
| 1 | Anzegem (I)           | 16,27         | 4.976            | 306               | 34002A   |
| 2 | Gijzelbrechtegem (II) | 0,79          | 411              | 519               | 34002B   |
| 3 | Kaster (III)          | 4,09          | 781              | 191               | 34003C   |
| 4 | Tiegem (IV)           | 7,85          | 1.563            | 199               | 34002D   |
| 5 | Ingooigem (V)         | 8,59          | 2.346            | 273               | 34002E   |
| 6 | Vichte (VI)           | 4,76          | 4.701            | 988               | 34002F   |

### Carte

Anzegem, sections et communes voisines. Les zones en jaune représentent les agglomérations.

### Communes limitrophes
- a. Kerkhove (commune d'Avelgem)
- b. Waarmaarde (commune d'Avelgem)
- c. Otegem (commune de Zwevegem)
- d. Deerlijk (commune de Deerlijk)
- e. Waregem (ville de Waregem)
- f. Wortegem (commune de Wortegem-Petegem)
- g. Petegem-aan-de-Schelde (commune de Wortegem-Petegem)
- h. Elsegem (commune de Wortegem-Petegem)

## Histoire
Des traces d'un établissement néolithique ont été trouvées en 1917.
La voie romaine de Tongres à Cassel traversait cette zone. Des pièces de monnaie romaines ont également été trouvées.
Anzegem a été mentionné pour la première fois en 960, sous le nom d' Ansoldingehem. Cette terre a ensuite été donnée à l'Abbaye Saint-Pierre de Gand. Il y a beaucoup de seigneuries dans la région d'Anzegem. La seigneurie du village appartient à l'Abbaye Saint-Pierre, mais une plus grande superficie appartient à la seigneurie d'Hemsrode. Les seigneurs d'Hemsrode vivaient dans un château construit en 1660 mais détruit en 1940.
Anzegem a souffert des troubles religieux puis, de 1640-1644, des exactions des troupes françaises. La Guerre de la Ligue d'Augsbourg a également conduit à des pillages par les troupes aussi bien françaises qu'anglaises.
Le couvent des Sœurs de Saint Vincent de Paule a été fondé en 1834. Des jeunes filles y recevaient une éducation et on s'occupait des personnes âgées.
En 1868, les lignes de chemin de fer vers Audenarde, Courtrai et Ingelmunster furent achevées. En 1950, les voies ferrées ont été démantelées.
Le 31 octobre 1918, Anzegem a été libérée, mais lors des batailles précédentes et des attaques allemandes au gaz, 200 civils ont été tués.
Un certain nombre d'entreprises textiles se sont installées à Anzegem entre les deux guerres mondiales.
Lors de la Seconde Guerre Mondiale, la commune est occupée par l'armée allemande vers le 23 mai 1940 et libérée le 6 septembre 1944.

## Héraldique
|  | La commune possède des armoiries qui lui ont été octroyées le 8 juillet 1986. Les armoiries originelles lui avaient été octroyées en 1933. Les nouvelles combinent les armoiries de l'ancienne commune de Anzegem avec celles de Ingooigem (quarir 2 et 4) et Vichte (écussion). Blasonnement : Écartelé, aux 1 et 4 d'or au chevron de gueules chargé de 3 annelets d'argent, aux 2 et 3 d'argent à une hamaïde de sable, sur le tout, d'or fretté de sable. Source du blasonnement : Heraldy of the World. |

|  | Elles avaient été octroyées le 5 octobre 1954. Blasonnement : En argent à une hamaïde de sable, le bouclier surmonté d'un casque d'argent barré, collier et bordé d'or, avec des boucles et des couvertures d'argent et de sable. Signe de casque: deux oreilles d'âne d'argent et sabre. Boucliers: deux hommes sauvages de couleur chair, ceints et couronnés de feuillages, inspirés de leur massue. (Traduction libre) Source du blasonnement : Heraldy of the World. |

|  | Elles avaient été octroyées le 22 mars 1920. Blasonnement : D'or barrée de sable. (Traduction libre) Source du blasonnement : Heraldy of the World. |

## Démographie

### Évolution démographique: Avant la fusion des communes
- Sources : INS, Rem. : 1831 jusqu'en 1970 = recensements, 1976 = nombre d'habitants au 31 décembre[6].
- !970*: Annexion de Gijzelbrechtegem

### Évolution démographique: Commune fusionnée
En tenant compte des anciennes communes entraînées dans la fusion de communes de 1977, on peut dresser l'évolution suivante:
- Source: DGS , de 1831 à 1981=recensements population; à partir de 1990 = nombre d'habitants chaque 1 janvier[7]

## Curiosités
- L'église Sint-Jan De Doper (Saint-Jean-Baptiste) a été construite aux XIIe et XIIIe siècles. Elle est détruite par un incendie le 16 octobre 2014[8].
- Le moulin à eau « Goed te Walskerke » est le seul moulin à eau en activité en Flandre-Occidentale.
- Le « Landergemmolen » (moulin de Landergem), bâti en 1781, a été restauré en 1971.
- La commune comporte plusieurs cimetière militaire dont : le cimetière militaire d'Ingoyghem ou le cimetière militaire d'Anseghem (nl).

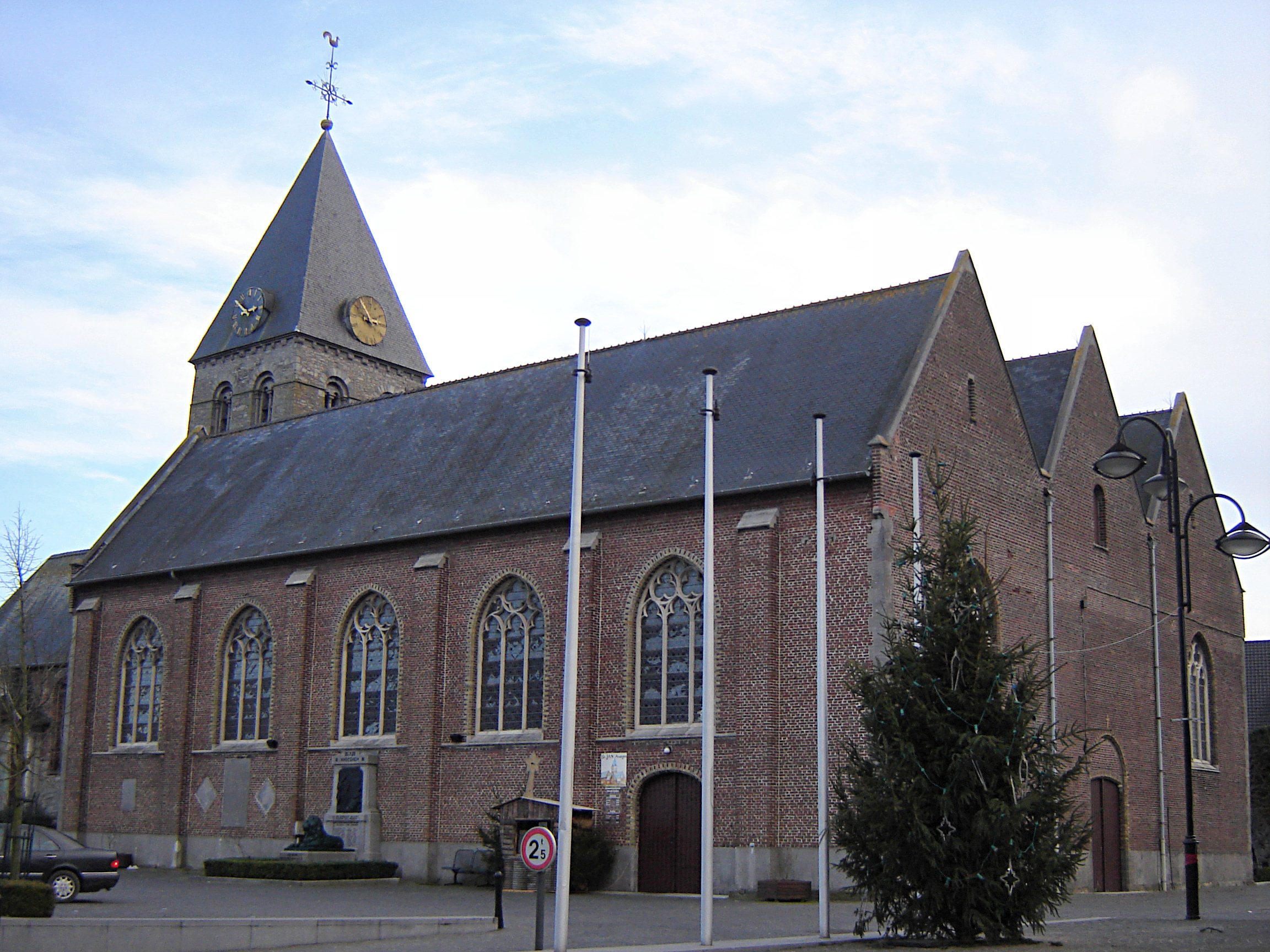
L'église Saint-Jean-Baptiste en décembre 2008
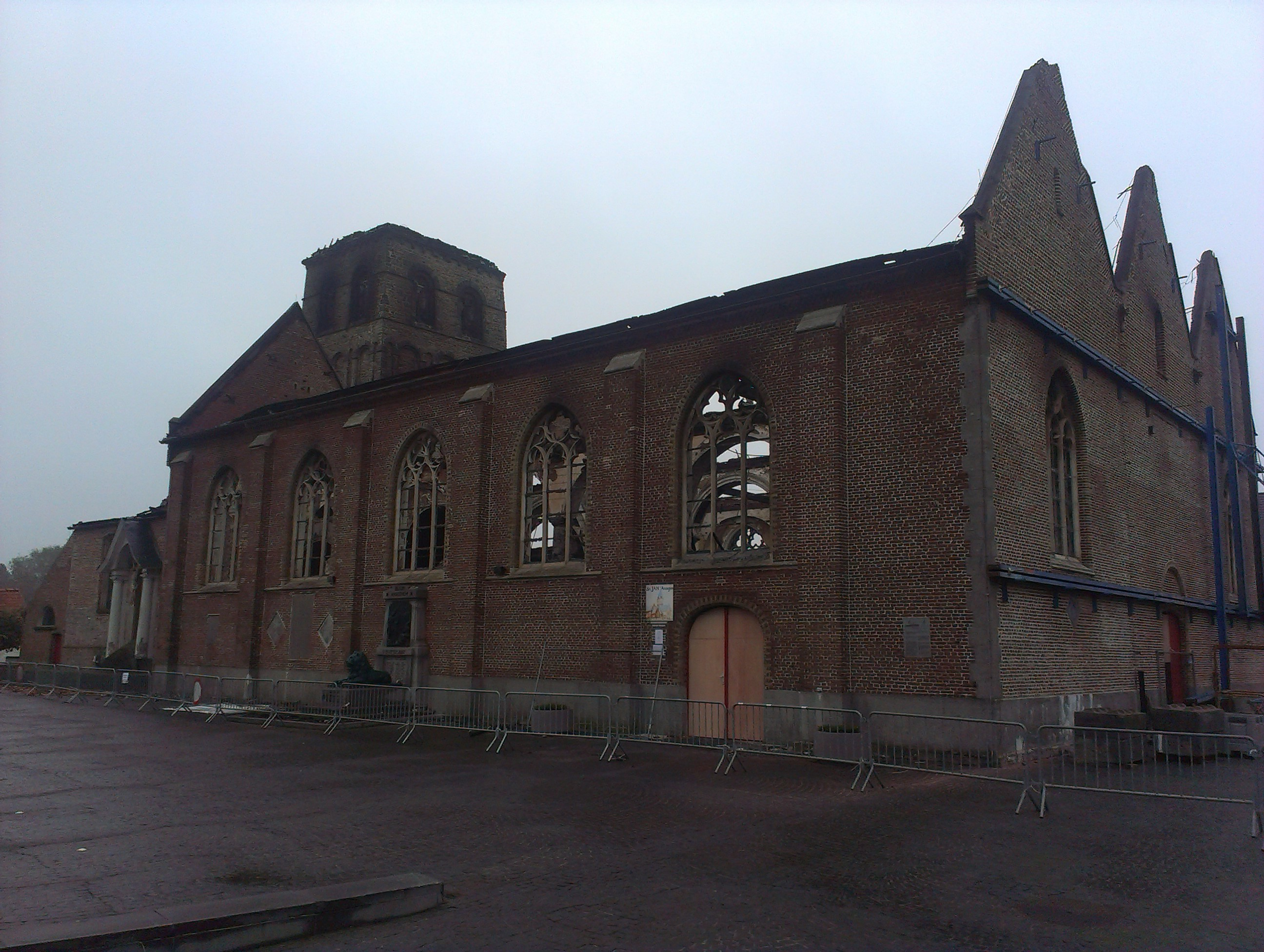
L'église Saint-Jean-Baptiste en octobre 2014
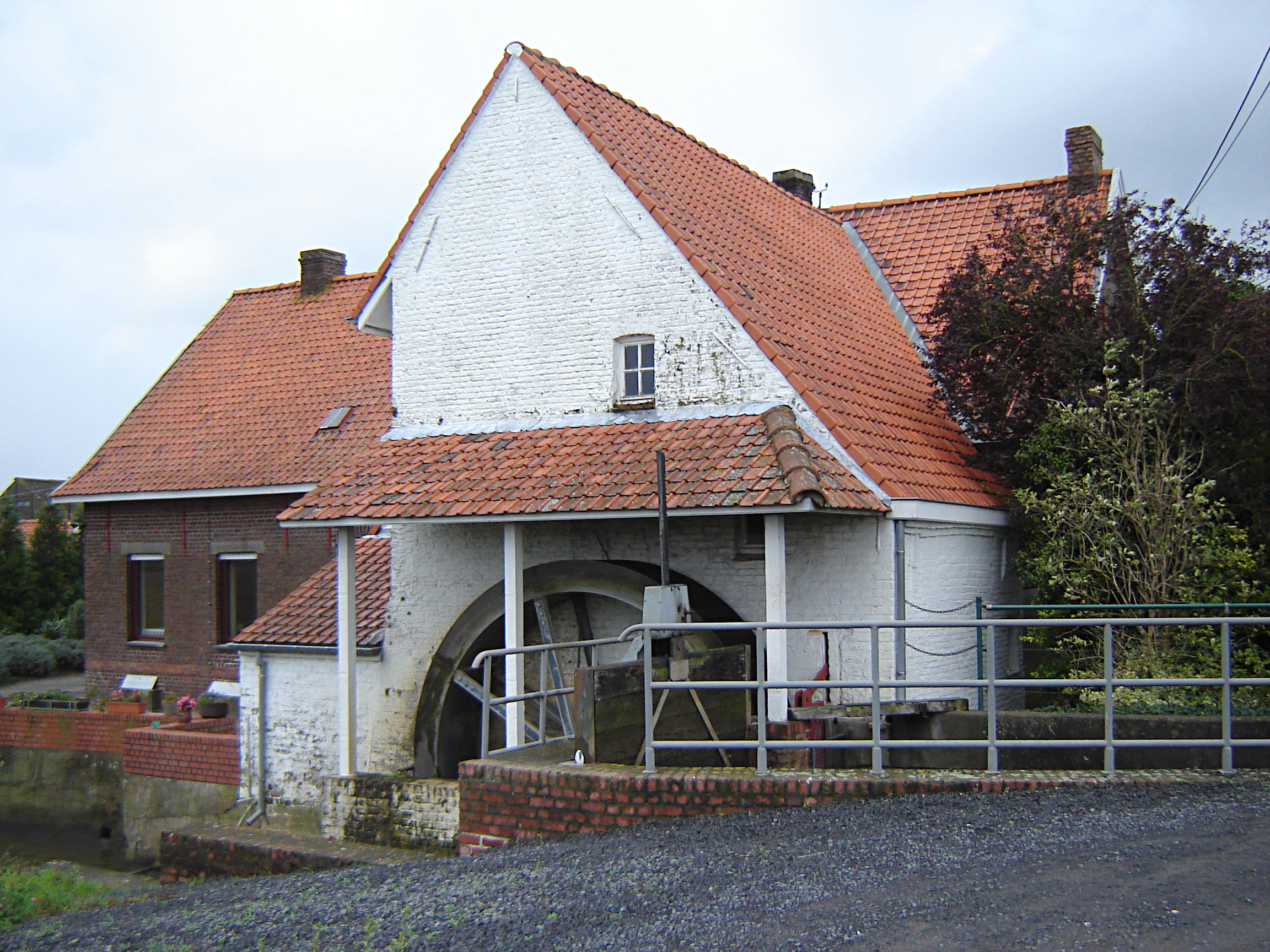
Goed te Walskerke
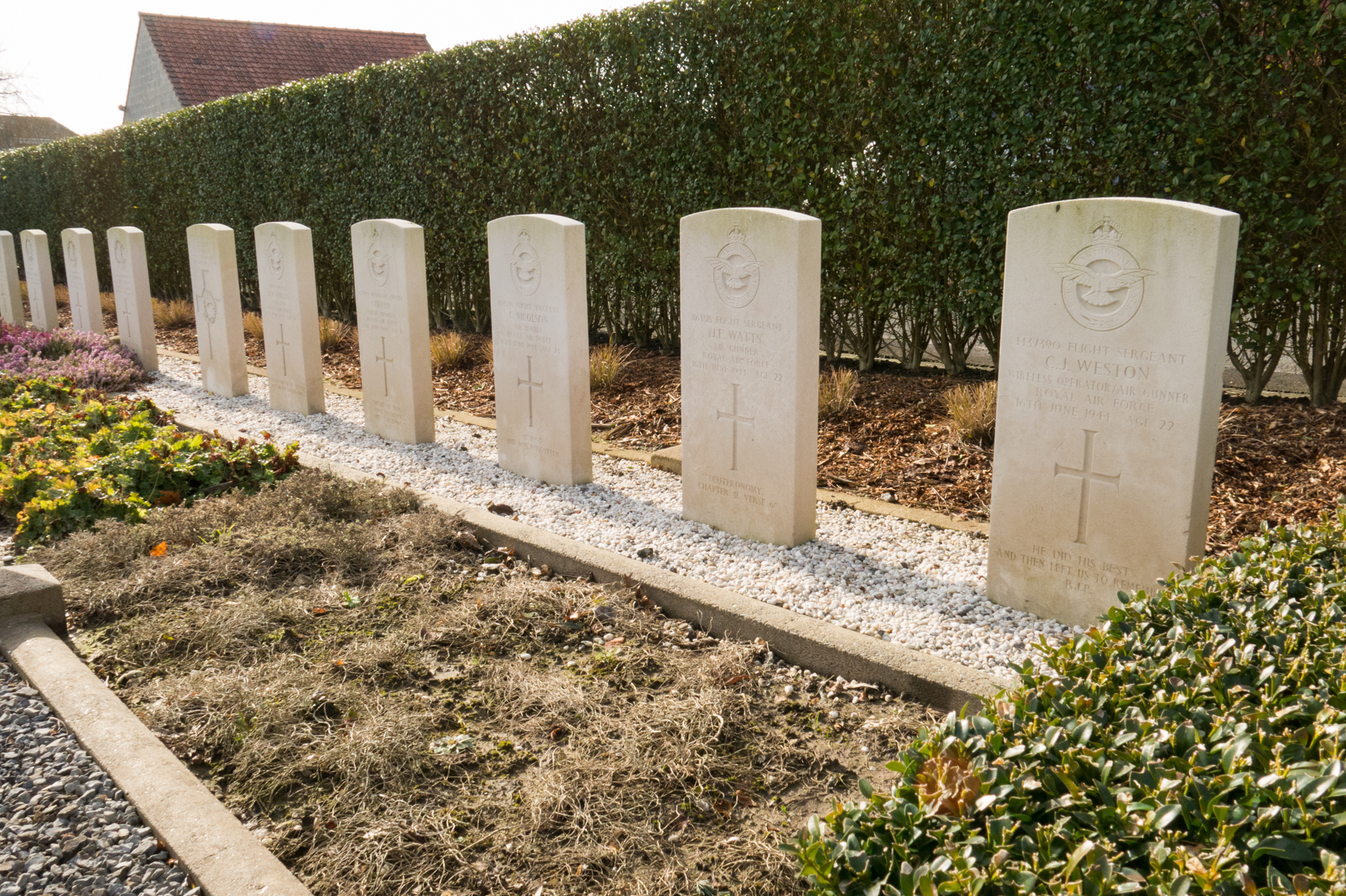
Cimetière militaire